# Гардышевка
Га́рдышевка (укр. Гардишівка) — село на Украине, находится в Бердичевском районе Житомирской области.
Код КОАТУУ — 1820881801. Население по переписи 2001 года составляет 732 человека. Почтовый индекс — 13345. Телефонный код — 4143. Занимает площадь 3,522 км².

## Адрес местного совета
13345, Житомирская область, Бердичевский р-н, с.Гардышевка, ул.Гагарина, 8